# Fridolf Gustafsson

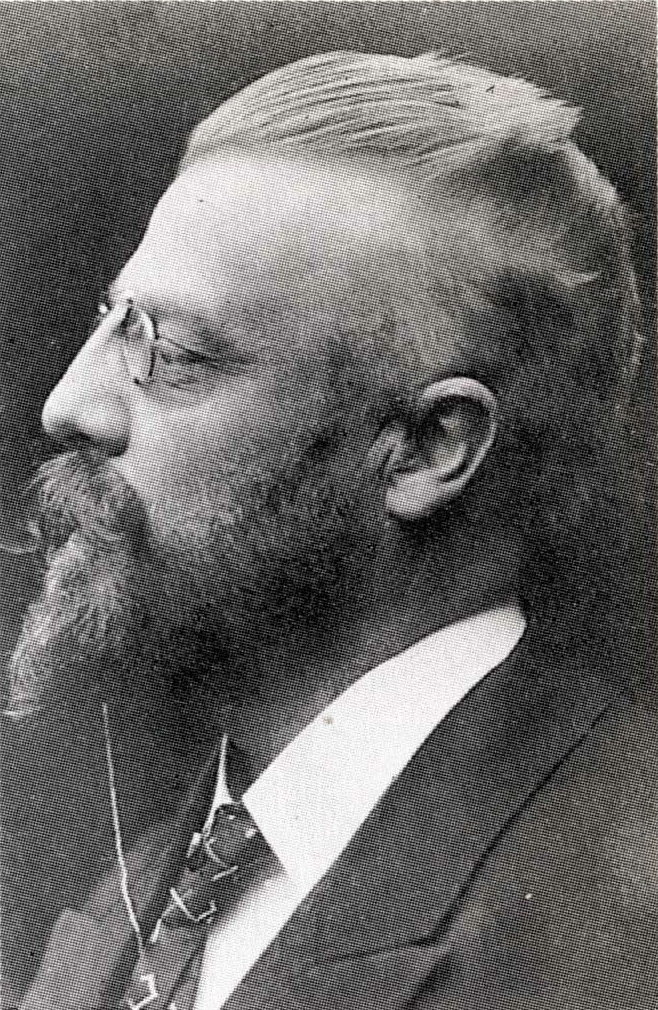
Fridolf Gustafsson, 1903.

Fridolf Wladimir Gustafsson, född 19 juni 1853 i Björneborg, död 16 mars 1924 i Helsingfors, var en finländsk filolog och politiker.
Fridolf Gustafsson var son till landskanslist Carl Gustafsson och Marie Antoinette Rindell. Han gifte sig med Rosalie Grönholm (1877–1941). Han blev filosofie doktor i Helsingfors 1879 och var professor i romerska litteraturen där 1882–1920. Han var även en högt betrodd skolman. Han blev 1906 ledamot av Svenska folkpartiets styrelse och ledare för dess högerfraktion  och representerade Nyland vid lantdagarna 1907-1908. Han var även medlem av Helsingfors stadsfullmäktige 1890-1895, 1903-1905 och 1909-1911. Bland Gustafssons skrifter märks Paratactica latina (1909-1911) och den metodiskt briljanta Octavia (1915). Gustafsson skrev även skönlitterära verk såsom Främmande sådd (1923). 
Gustafsson var ivrigt verksam för den svenska kulturens bevarande i Finland och bl. a. hörde till Svenska litteratursällskapets bestyrelse sedan dess stiftelse samt (jämte M. G. Schybergson) varit hufvudredaktör för Finsk tidskrift 1887-1895.

## Verk
- De Ciceronis primo de finibus bonorum et malorum libro quaestiones (1878)[6]
- De vocum in poematis graecis consonantia (1880)
- De Apollinari Sidonio emendando (1882)
- Romersk inskriftspoesi (1899)
- Statii poetiska skizzer (1899)
- Horatii bref om skaldekonsten (1901)
- Insunt quae de dativo latino (1904)
- Tacitus som häfdatecknare (1905)
- Tacitus som tänkare (1906)
- Paratactica latina: 1–3 (1909–1911)
- Octavia: En romersk tragedi (1915)
- Nytorps Kaapo (1918)
- Främmande sådd: Dikter (1923)
- Lectiones latinae (1912)